# Agrostis elongata
Agrostis elongata é uma espécie de gramínea do gênero Agrostis, pertencente à família Poaceae.